# Herbert Dalmas
Pour les articles homonymes, voir Dalmas.
Herbet Dalmas, né le 29 juillet 1902 à Daylesford (en) en Pennsylvanie et décédé le 27 janvier 1989 à Santa Barbara en Californie, est un écrivain et scénariste américain.

## Biographie
Il fréquente dans sa jeunesse l’Université Rutgers. 
Dès le début des années 1930, il publie des nouvelles dans des journaux et magazines, notamment dans The Saturday Evening Post. 
Il amorce en 1938 une carrière de scénariste et travaille sur l’adaptation du comic strip Flash Gordon sous forme de serial pour le cinéma. En 1944, il adapte le roman Inconnu à cette adresse de la romancière américaine Kressmann Taylor pour William Cameron Menzies qui réalise le film Address Unknown. Il participe également à l’écriture de plusieurs scénarios de westerns pour différents réalisateurs.
En parallèle à sa carrière de scénariste, il continue d'écrire des nouvelles et des articles pour divers magazines, dont Coronet (en) et Collier's Weekly. Il signe également trois romans, parmi lesquels The Fowler Formula, un thriller matinée de roman policier, est publié en 1968 à la Série noire sous le titre Sus au prof !. Ce roman raconte comment le paisible professeur John Fowler devient la victime innocente d'une habile machination. Traqué par la police, abandonné de ses amis, il devient l'objet de la vindicte du peuple qui réclame sa tête. 

## Œuvre

### Romans
- Exit Screaming (1966)
- The Fowler Formula (1967) Publié en français sous le titre Sus au prof !, traduction d’André Bénat, Paris, Gallimard, Série noire no 1238, 1968.
- How to Make $1000 Grow (1973)

### Nouvelles
- Big Things from Henry (1930)
- Not for Love (1930)
- He Who Gets Tapped (1931)
- Invitation to the Dance (1931)
- Blind Dates (1931)
- Those Rushin’ Blues (1931)
- The Great Richard N. (1931)
- Headache (1934)
- The Dignity of the Bench (1934)
- Prima Donna (1934)
- Valentine for a Lady (1935)
- First-Year Lyrics (1935)
- The Lady and the Lake (1935)
- Warning to Tomboys (1935)
- Our Nell (1936)
- The Domestic Baedeker (1936)
- It Seems There Were Two Scotchmen (1938)
- Off Stage (1938)
- Don’t Be Too Sure (1938)
- Saturday Hero (1938)
- The Old Razzle Dazzle (1938)
- It’s a Fake (1939)
- Roger and the Golden Rules (1940)
- The Face Is Familiar (1940)
- Lester in Wonderland (1941)
- Cream-Puff Sailor (1941)
- The Suspect Husband (1948)
- Rush-Hour Romance (1952), en collaboration avec Elizabeth Crawford
- Marriage for Melissa (1952), en collaboration avec Elizabeth Crawford
- Santa’s Last Trip (1952)
- Joe Verevk’s Daughter (1953), en collaboration avec Elizabeth Crawford
- The Other Man (1953)
- Romantic Fumble (1953)
- His Wife’s Fiance (1953)
- The Luck of a Two Dollar Bill (1954)
- Scandal Trap (1954), en collaboration avec Elizabeth Crawford
- Dial Danger (1955)
- Sailor’s Choice (1955)

## Filmographie

### Comme scénariste

#### Au cinéma
- 1938 : Les Nouvelles Aventures de Flash Gordon (en) (Flash Gordon's Trip to Mars) de Ford Beebe, Robert F. Hill et Frederick Stephani
- 1938 : Mars Attacks the World de Ford Beebe et Robert F. Hill
- 1941 : Pals of the Pecos (en) de Lester Orlebeck (en)
- 1941 : Saddlemates de Lester Orlebeck (en)
- 1941 : Sailors on Leave d'Albert S. Rogell
- 1942 : North of the Rockies de Lambert Hillyer
- 1944 : Une romance américaine (An American Romance) de King Vidor
- 1944 : Inconnu à cette adresse (Address Unknown) de William Cameron Menzies
- 1947 : Le Dernier des peaux-rouges (Last of the Redmen) de George Sherman
- 1948 : Les Aventures de Don Juan (Adventures of Don Juan) de Vincent Sherman
- 1954 : L' Étoile des Indes (en) (Star of India) d'Arthur Lubin

#### À la télévision
- 1950 : Crown Theatre with Gloria Swanson (en) : épisode The Host
- 1952 : The Philco Television Playhouse : saison trois, épisode neuf : The Power Devil

## Source
- Claude Mesplède et Jean-Jacques Schleret (Éd. rév. de: SN, voyage au bout de la Noire), Les auteurs de la Série noire, 1945-1995, Nantes, Joseph K, coll. « Temps noir », 1996, 627 p. (ISBN 978-2-910-68611-6, OCLC 300207570), p. 125.